# Ослободилачка војска Северног Епира
Ослободилачка војска Северног Епира (ОВСЕ или на грчком MAVI) је грчка паравојна организација која се налази у области северног Епира. 10. априла 1994. убила је двојицу Албанаца на грчко-албанској граници. 1991. је преузела одговорност за смрт албанског амбасадора у Грчкој.

## Види jош
- Чами (Албанија)